# Edmund Jankowski
Edmund Bernard Jankowski, född 28 augusti 1903 i Wrocki, död 1 november 1939 i Dolina Śmierci, var en polsk roddare.
Jankowski blev olympisk bronsmedaljör i fyra med styrman vid sommarspelen 1928 i Amsterdam.